# Panshi
Panshi (磐石 ; pinyin : Pánshí) est une ville de la province du Jilin en Chine. C'est une ville-district placée sous la juridiction administrative de la ville-préfecture de Jilin.

## Démographie
La population du district était de 526 772 habitants en 1999.